# Coelomera cinxia
Coelomera cinxia es un coleóptero de la familia Chrysomelidae.
Fue descrita científicamente en 1865 por Baly.